# Слёты любительской авиации
Слёты любительской авиации (СЛА) — неформальное изобретательско-конструкторское движение, возникшее в СССР и объединившее любителей авиационной техники в 1980-е годы под эгидой Министерства авиационной промышленности (МАП) СССР, ЦК ВЛКСМ, ДОСААФ. Аббревиатура расшифровывается также как «самодеятельные летательные аппараты» и «сверхлёгкие летательные аппараты».
За 10 лет на слётах СЛА было продемонстрировано и испытано несколько сот летательных аппаратов, некоторые из конструкций получили одобрение МАП, однако не были запущены в серийное производство из-за фактической ликвидации авиапрома в 1990-е годы. Испытания самодеятельных конструкций курировали лётчики-испытатели ЛИИ им. М. М. Громова.
Организацию слётов поддерживали редакции журналов «Техника — молодёжи», «Авиация и космонавтика».

## Предыстория
Предтечей СЛА 1980 годов считаются слёты планеристов, проходившие в Коктебеле, на горе Узун-Сырт (гора Клементьева), в 1923-1924 годах. Среди них были Ильюшин, Антонов, Яковлев, Королёв, а также лётчики-испытатели, которые принесли впоследствии славу советской авиации: К. К. Арцеулов и Л. А. Юнгмейстер. Через 60 лет в этом месте был проведен первый конкурс СЛА.

## Всесоюзные смотры-конкурсы[3]
Проводились с 1983 года на региональном и всесоюзном уровне.
«Средний возраст участников — около 30 лет, источник финансирования — семейный бюджет, говорилось в фильме „Размышления на тему СЛА“, снятом после слёта в Киеве. — А поскольку предмет финансирования сложный, бюджету приходится тяжело. Чего им хочется? Им кажется, что летать. Но предложи им созданную кем-то технику, они гордо откажутся. Для них это скучно».

### Наследуя традиции планеризма
1983, 1—10 сентября. Первый Всесоюзный смотр-конкурс самодельных летательных аппаратов (СЛА). Проведен под эгидой МАП по инициативе группы его работников, Федерации дельтапланерного спорта и ОКБ им. О.К. Антонова в Планерском в Крыму, приурочен к 60-летию планерного спорта в СССР. На смотр было представлено 19 конструкций из 10 городов страны: 3 самолёта, 1 мотопланёр, 4 мотодельтаплана и 8 дельтапланов.
1984, 5—15 сентября. Второй Всесоюзный смотр-конкурс СЛА, проводился уже в 2 этапа. На первый, заочный, в Москву было прислано 68 проектов, до очного показа в Крыму было допущено 42, в том числе гидросамолёт и самолёт-амфибия. К полётам было допущено 32 аппарата.

### В масштабах Союза
1985, 1—12 сентября. Третий Всесоюзный смотр-конкурс СЛА проходил на базе учебно-спортивного комплекса «Чайка» ЦК ДОСААФ Украинской ССР в Киеве. К его организации подключились ЦК ВЛКСМ и ДОСААФ. На конкурс были представлены уже не только самолёты (60), но и двигатели (12). Они были отобраны из 95 заявок из 47 городов СССР. Председателем оргкомитета был назначен Пётр Васильевич Балабуев, генеральный конструктор ОКБ им. О. К. Антонова.
На конкурсе был выполнен 131 полёт, имели место 4 поломки и 4 предпосылки к лётному происшествию. Аппараты испытывали 11 лётчиков-испытателей МАП, в том числе лётчик-инспектор министерства Владимир Горбунов, лётчики-испытатели ЛИИ Виктор Заболотский, Виктор Кирсанов, Феликс Воробьёв, лётчики ОКБ им. Антонова, Яковлева, Миля, Сухого.
На слёте была показана легендарная Лодка Григоровича — гидросамолёт, выпускавшийся с 1919 по 1924 год. Всего было выпущено 500 таких машин, массой 1.5 тонны, с максимальной скоростью 130 км в час. Копию построили студенты Харьковского авиационного института по заказу Одесской киностудии. Гидросамолёт поднялся в воздух, но при неудачном приводнении в его днище образовалась пробоина, и он начал тонуть, однако был спасен вместе с экипажем подоспевшими спасателями.
Три самодеятельные конструкции по итогам конкурса были направлены для проведения лётно-исследовательских работ в ЦАГИ и ЛИИ.

### Москва, Тушино. Рекорд участия
1987, 19—30 августа. Четвёртый, самый масштабный слёт СЛА в Москве, на Тушинском аэродроме. Организаторы ожидали около 200 человек, а съехались на смотр 1000 участников, которые представляли 107 собственных конструкций, из которых летали 60. На этом этапе к испытанию лётной техники подключилась Школа лётчиков-испытателей ЛИИ им. М. М. Громова.
Авиационное научно-техническое творчество — массовое привлечение молодёжи к деятельности, которая 50-60 лет назад была уделом одиночек, считали в МАПе. Заявки на конкурс были присланы из всех районов страны — от Архангельска до Ташкента, от Литвы до Приморского края. Помимо самолетов, планёров и мотодельтапланов, впервые на смотре был продемонстрирован параплан.
Испытательным полётам предшествовала работа технической комиссии, которая производила осмотр, взвешивание аппаратов, определяла центр массы. Впервые были применены статические прочностные испытания конструкций.
Контроль за проведением конкурса осуществлял заместитель министра авиационной промышленности СССР Анатолий Геннадьевич Братухин. Оргкомитетом смотра руководил начальник ЛИИ Константин Константинович Васильченко. За проведение лётных испытаний отвечал начальник лётно-испытательного центра ЛИИ Виктор Никонорович Шаталов.
Специальный приз ОКБ им. Ильюшина на слёте получил «Дельта-Агро» - первый мотодельтаплан с полузакрытой кабиной пилота в виде монококовой конструкции, построенный в СКБ РКИИГА сотрудниками и студентами А.Белевкиным, Н.Кулешовым, О.Оре, Ю. Прибыльским. В своем классе сверхлегких летательных аппаратов он занял третье место и затем демонстрировался на ВДНХ СССР, где был удостоен бронзовой медали.

### Рига. Рекорд грузоподъёмности
1989, 17—29 июля. Пятый слёт СЛА был организован в Риге по инициативе выпускников Рижского Краснознаменного института инженеров гражданской авиации Ю.Прибыльского и В.Ягнюка. В РКИИГА в 1974 году был построен и успешно испытан первый летающий студенческий гидросамолёт конструкции Фаруха Мухамедова, получивший медаль ВДНХ и всесоюзную известность, действовало студенческое конструкторское бюро и сильная секция мотодельтапланеристов. Идею рижан поддержала созданная в 1988 году Федерация любителей авиации СССР, объединившая конструкторов и пилотов-любителей.
Испытания проходили на аэродроме сельхозавиации «Спилве». В них принимали участие лётчик-космонавт И. П. Волк, лётчики-испытатели Юрий Шеффер, Виктор Заболотский, ведущий инженер ЛИИ по лётным испытаниям Александр Юнкерт. На этом смотре впервые были проведены соревнования среди пилотов-любителей, по итогам которых 80 участникам была присвоена соответствующая квалификация.
«Как приятно вспоминать историю, к которой и свои руки и сердце приложены, — написал участник нескольких слётов, выпускник Харьковского авиационного института Андрей Сизый. — А на слете в Риге я получил свидетельств пилота-любителя по классу СЛА, не знаю, как это пробили, это действительно огромная заслуга федерации! Чтоб сдать экзамен и получить корочки, тогда стояла очередь желающих. Сдавали на ПО-2, точной копии того славного трудяги! Взлет, круг, посадка! Следующий! И улетали мы из Риги зачётно! Харьковский авиазавод выделил Ан-26. Загрузили всю технику. И через пару часов были в Харькове».
Это был последний слёт СЛА под эгидой МАП.
К смотру было допущено 46 самодеятельных конструкций, ещё 50 аппаратов прилетели и прибыли в Спилве без предварительной заявки.
Главный приз МАП и премию 10 тысяч рублей в 1989 году получил конструктор сельскохозяйственного самолёта «Аушра» («Заря») Владас Кянсгайла из Паневежиса. Он прилетел в Ригу своим ходом, потратив на это 2 часа. Профессиональный пилот Кянсгайла изготовил самый большой из любительских летательных аппаратов, когда-либо создававшихся в Советском Союзе, с максимальным взлетным весом 2200 кг, целевой нагрузкой 800 кг, что было продиктовано нуждами заказчика — одноименного колхоза, которому самолет требовался для проведения сельхозработ. На слёте в Риге он поставил рекорд грузоподъемности!
Вторая премия, 5 тысяч рублей, была вручена Н.Мастерову из Куйбышева (ныне Самара) за самолёт «Феникс 5М».
Третья премия досталась рижанину Олегу Оре за удачную конструкцию мотодельтаплана.
Премию ЦК профсоюза авиапромышленности в размере 3 тысяч рублей получил воронежский конструктор В.Пивоваров за самолёт «Дебют», который также прилетел в Ригу самостоятельно.
Крупнейшие конструкторские бюро СССР установили специальные призы за работы по развитию авиационного технического творчества.
ОКБ имени О. К. Антонова вручило свой приз (5000 рублей) Федерации авиационного творчества Литовской ССР (председатель — Чеслав Балчюнас).
ОКБ им. А. С. Яковлева наградило литовского конструктора А.Кушубу.
ОКБ им. Миля отметило призом создателя автожира «ДАС-2М» В.Данилова из Тулы.
На слёте 1989 года была поставлена задача сформировать требования лётной годности для сверхлёгких летательных аппаратов и отобрать перспективных конструкторов для разработки малых летательных аппаратов в рамках авиационной промышленности. Потребность в такой технике была и остается очевидной для России с её просторами, с северными труднодоступными районами, однако в ходе нарастающего хаоса в народном хозяйстве СССР эти планы не реализовались, а затем было ликвидировано и само Министерство авиационной промышленности СССР.
Слёты 1991 и 1993 года уже организовывались и финансировались без его участия.

### Последние слёты
1991, 10—18 августа. Шестой Всесоюзный смотр-конкурс самодельных летательных аппаратов. Чернигов, аэродром «Колычёвка». Слёт поддержало самоуправление города, отметившего свое 1300-летие, и Федерация любителей авиации СССР.
1993, 25 июня—5 июля. Седьмой смотр-конкурс самодеятельной авиации, аэродром «Сиворицы», Гатчина. Было представлено 32 летательных аппарата, на которых выполнено 303 полёта..

## Мечта о лёгкой авиации
Движение СЛА в Советском Союзе курировал легендарный лётчик-испытатель, первый пилот советского корабля многоразового использования «Буран» Игорь Петрович Волк. Он считал, что у большой авиации есть нужда в самоделках, хотя бы потому, что на слётах СЛА собираются практически готовые специалисты. Однако созданные ими конструкции нужно ещё доводить, испытывать, для легкой авиации нужны двигатели, которые в СССР не выпускаются. «Лёгкая авиация нужна — для контроля над участками леса, торфа, озёрами, рыбными запасами, сельскохозяйственных работ», — утверждал И. П. Волк, и приводил в пример США, где парк лёгких самолетов насчитывал в конце 1980-х годов 250 тысяч.

## Продолжение традиции
Начиная с 2006 года в России ежегодно проходят слёты любителей авиации, вдохновителем которых выступает Российская Ассоциация Экспериментальной Авиации.